# Vulpes vulpes splendidissima
Vulpes vulpes splendidissima es una subespecie de  mamíferos carnívoros  de la familia Canidae.

## Distribución geográfica
Se encuentran en las islas Kuriles.